# Pokus o vojenský převrat v Gabonu 2019
Pokus o vojenský převrat v Gabonu se uskutečnil 7. ledna 2019, zejména, v hlavním městě Gabonské republiky Librevillu. Vůdce pučistů poručík Obiang Ondo Kelly v projevu z budovy rozhlasu v Librevillu označil prezidenta Ali Bonga a jeho kabinet za nepřátele národa a slíbil brzké vyhlášení Národního shromáždění, které by umožnilo demokratický přechod země. Jen několik hodin po převratu ale mluvčí prezidentova kabinetu Guy-Bertrand Mapangou prohlásil, že většina pučistů byla zatčena a puč byl rozprášen. Podle vládních zdrojů byli při střetech 2 pučisté zabiti a 3 provládní četníci byli zraněni  Poručík Kelly byl podle stejných zdrojů společně se čtyřmi dalšími pučisty úspěšně zadržen a uvězněn. Úřady v tentýž den oznámily, že všichni příslušníci armády, kteří byli zmíněni v souvislosti s pučem nebo jsou s ním spojováni, budou vyslechnuti a budou prošetřeny jejich aktivity.
Převrat probíhal v době, kdy se prezident Bongo již dva měsíce zotavoval z mozkové mrtvice v Maroku a šířily se spekulace o jeho zdravotním stavu. Prezident je obviňován z porušování lidských práv, nepotismu a zmanipulování voleb, ve kterých vyhrál jen s rozdílem asi 6 tisíc hlasů. Po volbách následovaly násilné nepokoje, při kterých byl vypálen parlament a přepadeno sídlo strany Bongova protikandidáta.

## Mezinárodní reakce
Vzbouřenci se nesetkali s dostatečnou podporou jak u veřejnosti, tak i u zahraničních organizací a států. Předseda Africké unie pokus o převrat odsoudil, společně s představiteli Jižní Afriky, Nigérie, Čadu a Turecka.